# Maleisië op de Olympische Zomerspelen 1976
Maleisië nam deel aan de Olympische Zomerspelen 1976 in Montréal, Canada. Net als tijdens de drie eerdere deelnames werd geen medaille gewonnen.

## Deelnemers en resultaten
(m) = mannen, (v) = vrouwen 

### Atletiek
| Olympiër        | Discipline            | Resultaat | Prestatie                                           |
| --------------- | --------------------- | --------- | --------------------------------------------------- |
| Ramli Ahmad     | 100m (m)              | 52e       | serie 8: 6de in 10,98                               |
| Ramli Ahmad     | 200m (m)              | 26e       | serie 5: 5de in 21,92                               |
| Ishtiaq Mubarak | 110m horden (m)       | 16e       | serie 2: 5de in 14,27 halve finale 2: 8ste in 14,21 |
| Khoo Chong Beng | 20km snelwandelen (m) | 32e       | 1:40.16                                             |

### Hockey
| Olympiër | Discipline | Resultaat | Prestatie |
| --- | ---------- | --------- | --- |
| Khailuddin Zainal Azraai Mohamed Zain Srishanmuganath Naganathy Francis Anthonysamy Kok Ming Lam Mohindar Singh Amar Choon Hin Wong Balasingam Singaram Palanisamy Nallasamy Rama Krishnan Rengasamy Mahendran Murugesan Singh Avtar Gill Antony Cruz Fook Loke Poon Pathmarajah Ramalingam Soon Kooi Ow | mannen     | 8e        | groep A: 4de V van Australië: 0-2 V van Nederland: 0-2 W van Argentinië: 2-0 W van Canada: 1-0 V van India: 0-3 5-8ste plek: V van Spanje: 1-2 7-8ste plek: V van India: 0-2 |

| Groep A |            |             |             |             |             |            |            |            |        |
| #       | Land       | Wedstrijden | Wedstrijden | Wedstrijden | Wedstrijden | Doelpunten | Doelpunten | Doelpunten | Punten |
| #       | Land       | G           | W           | G           | V           | V          | T          | Saldo      | Punten |
| 1       | Nederland  | 5           | 5           | 0           | 0           | 11         | 3          | +8         | 10     |
| 2       | Australië  | 5           | 3           | 0           | 2           | 14         | 6          | +8         | 6      |
| 3       | India      | 5           | 3           | 0           | 2           | 12         | 9          | +3         | 6      |
| 4       | Maleisië   | 5           | 2           | 0           | 3           | 3          | 7          | -4         | 4      |
| 5       | Canada     | 5           | 1           | 0           | 4           | 4          | 11         | -7         | 2      |
| 6       | Argentinië | 5           | 1           | 0           | 4           | 4          | 12         | -8         | 2      |

| Ronde       | Datum    | Plaats    | Land | Score      | Land |
| ----------- | -------- | --------- | ---- | ---------- | ---- |
| Groepsfase  |          |           |      |            |      |
| 18 juli     | Montréal | Australië | 2-0  | Maleisië   |      |
| 20 juli     | Montréal | Nederland | 2-0  | Maleisië   |      |
| 21 juli     | Montréal | Maleisië  | 2-0  | Argentinië |      |
| 23 juli     | Montréal | Maleisië  | 1-0  | Canada     |      |
| 24 juli     | Montréal | India     | 3-0  | Maleisië   |      |
| 5-8ste plek |          |           |      |            |      |
| 29 juli     | Montréal | Spanje    | 2-1  | Maleisië   |      |
| 7-8ste plek |          |           |      |            |      |
| 30 juli     | Montréal | India     | 2-0  | Maleisië   |      |

### Schietsport
| Olympiër    | Discipline | Resultaat | Prestatie  |
| ----------- | ---------- | --------- | ---------- |
| Ally Ong    | skeet      | 50e       | 181 punten |
| Edmund Yong | skeet      | 64e       | 169 punten |

### Wielersport
| Olympiër    | Discipline       | Resultaat | Prestatie      |
| ----------- | ---------------- | --------- | -------------- |
| Yahya Ahmad | wegwedstrijd (m) | DNF       | niet gefinisht |

### Zwemmen
| Olympiër         | Discipline       | Resultaat | Prestatie               |
| ---------------- | ---------------- | --------- | ----------------------- |
| Chiang Jin Choon | 100m rugslag (m) | 40e       | serie 2: 6de in 1.05,86 |
| Chiang Jin Choon | 200m rugslag (m) | 32e       | serie 2: 7de in 2.21,04 |

Amerikaanse Maagdeneilanden · Andorra · Antigua en Barbuda · Argentinië · Australië · Bahama's · Barbados · België · Belize · Bermuda · Bolivia · Bondsrepubliek Duitsland · Brazilië · Bulgarije · Canada · Chili · Colombia · Costa Rica · Cuba · Denemarken · Dominicaanse Republiek · Duitse Democratische Republiek · Ecuador · Egypte · Fiji · Filipijnen · Finland · Frankrijk · Griekenland · Groot-Brittannië · Guatemala · Haïti · Honduras · Hongarije · Hongkong · Ierland · IJsland · India · Indonesië · Iran · Israël · Italië · Ivoorkust · Jamaica · Japan · Joegoslavië · Kaaimaneilanden · Kameroen · Koeweit · Libanon · Liechtenstein · Luxemburg · Maleisië · Marokko · Mexico · Monaco · Mongolië · Nederland · Nederlandse Antillen · Nepal · Nicaragua · Nieuw-Zeeland · Noord-Korea · Noorwegen · Oostenrijk · Pakistan · Panama · Papoea-Nieuw-Guinea · Paraguay · Peru · Polen · Portugal · Puerto Rico · Roemenië · San Marino · Saoedi-Arabië · Senegal · Singapore · Sovjet-Unie · Spanje · Suriname · Thailand · Trinidad en Tobago · Tsjecho-Slowakije · Tunesië · Turkije · Uruguay · Venezuela · Verenigde Staten · Zuid-Korea · Zweden · Zwitserland